# Schiavo del passato
Schiavo del passato (The Late George Apley) è un film del 1947 diretto da Joseph L. Mankiewicz. La pellicola tratta dell'alta società di Boston dell'epoca e della sua ristrettezza di vedute.
Il film è tratto dal romanzo omonimo ma, a differenza del libro, George Apley (il protagonista) non muore nel film.

## Trama
George Apley è un membro soddisfatto dell'élite di Boston, estremamente fiducioso della superiorità della sua città natale e delle sue tradizioni. Tuttavia, il suo mondo confortevole e prevedibile viene stravolto quando apprende, con suo orrore, che sia suo figlio che sua figlia si sono innamorati di non bostoniani. Tuttavia, malgrado molti ripensamenti, alla fine George si ravvede dei propri sbagli diventando un uomo più aperto.

## Accoglienza

### Critica
Il critico del New York Times Bosley Crowther ha analizzato il film, scrivendo: "'The Late George Apley' è stato messo male sullo schermo - ma buono!" (in riferimento a una eccessiva bonarietà mostrata dal personaggio principale). Ben Sachs del Chicago Reader è stato meno severo, affermando che "Il film ha in essere le sue origini letterarie, praticamente tutte le azioni sono guidate dal dialogo e il dialogo tende ad essere arido e retorico" e "Pochi film di Hollywood hanno avuto a disposizione il talento di Joseph L. Mankiewicz per cimentarsi con una sceneggiatura verbosa, che rimane effervescente e visivamente elegante anche quando il materiale rasenta la stasi."